# Roberto Faenza
Roberto Faenza (ur. 21 lutego 1943 w Turynie) – włoski reżyser i scenarzysta filmowy. 
Zdobywca nagrody David di Donatello za najlepszą reżyserię do filmu Lata dzieciństwa (1993). Był nominowany do Europejskiej Nagrody Filmowej dla najlepszego reżysera za film W biały dzień (2005). Jego film Czas porzucenia (2005) startował w konkursie głównym na 62. MFF w Wenecji.